# 黄色いリボン (桜田淳子の曲)
「黄色いリボン」（きいろいりぼん）は、1974年5月にリリースされた桜田淳子の6枚目のシングルである。

## 解説
- 桜田淳子はこの曲でこの年の『第25回NHK紅白歌合戦』に初出場した。

## 収録曲
- 全曲作詞：阿久悠／作曲：森田公一

1. 黄色いリボン (2分55秒)
編曲：森田公一
2. 気になるあいつ (3分2秒)
編曲：馬飼野康二